# Gysbert Japicx
Gysbert Japicx, tillige Japiks eller Japix (født 1603 i Bolsward (Boalsert) i Friesland, død 1666) er den mest kendte forfatter, som har skrevet på frisisk.
Japicx var hele sit virksomme liv ansat som skolelærer og kantor i Bolsward. Han debuterede i 1640 med Fryske Tsjerne, en bog med poesi og historier. Det meste af hans værk blev udgivet 1667 af hans ven Simon Gabbema. Senere offentliggjordes tillige deres brevveksling.
Japicx var den første, som anvendte frisisk som litterært sprog efter, at det var ophørt med at blive anvendt som rets- og forvaltningssprog omkring 1580. Han skrev i samme stil som nederlandske og andre europæiske forfattere fra samtiden. Filologen Franciscus Junius lærte sig frisisk af ham. 
Det er Japicx stavemåde, som ligger til grund for hvorledes, frisisk fortsat skrives.